# Голодов, Николай Никитович
Николай Никитович Голодов — советский хозяйственный, государственный и политический деятель.

## Биография
Родился в 1915 году в селе Самойловка (ныне в Самойловском районе Саратовской области). Член КПСС с 1943 года.
С 1929 года — слесарь и токарь в МТС, мастерских Саратовского автодорожного института, позднее вальцовщик, начальник смены Магнитогорского металлургического комбината, с 1940 года инженер-металлург на Коммунарском металлургическом заводе.
Участник Великой Отечественной войны. С 1946 года — инженер, начальник цеха, главный инженер завода «Азовсталь». С января 1960 по 1989 год — директор лиепайского завода «Сарканайс металургс».
За создание автоматизированных шаропрокатных станов и принципиально новой технологии горячей и холодной прокатки в составе коллектива был удостоен Государственной премии СССР в области техники 1982 года (как бывший начальник цеха завода «Азовсталь»).
Избирался депутатом Верховного Совета Латвийской ССР с 6-го по 11-й созыв. Член комиссии по промышленности, транспорту и связи Верховного Совета Латвийской ССР. Член ЦК Компартии Латвии (1960—1989).
Заслуженный работник промышленности Латвийской ССР. Лауреат Государственных премий СССР (1982) и Украинской ССР (1975 — за исследования, создание и внедрение высокопроизводительных процессов и машин импульсной безотходной резки металла в промышленности).
Умер в 2000 году в Мариуполе.